# شارلين غينيارد
شارلين غينيارد هي متزلجة على الجليد فرنسية-إيطالية تمثل إيطاليا في المحافل الدولية، ولدت في 12 أغسطس 1989.